# Ma Jian

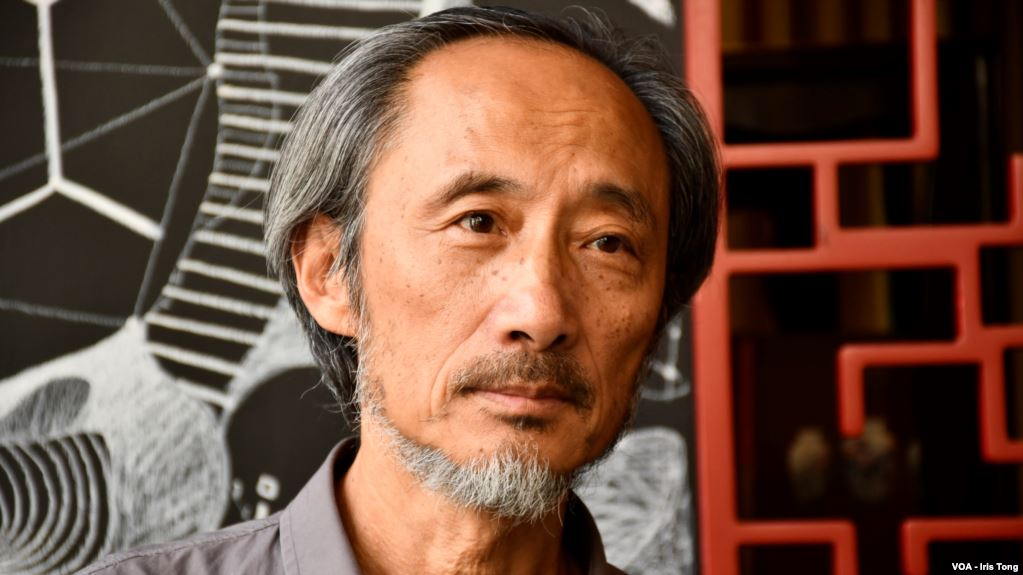
Ma Jian (2018).

Ma Jian (chiń. upr. 马建; chiń. trad. 馬建; pinyin Mǎ Jiàn) – chiński pisarz malarz i fotograf. 
Urodził się w 1953 roku w Chinach. Później wyjechał do Hongkongu, nadal jednak odwiedzał ojczyznę, zwłaszcza w roku 1989, gdy wspierał demonstrujących na placu Tian’anmen, którzy domagali się demokratycznych reform. Kiedy Hongkong został dołączony do Chin, Ma Jian przeniósł się do Niemiec, a potem do Londynu, gdzie mieszka do dziś. 
Autor czterech powieści: Czerwony pył, Wytwórca makaronu, Pekińska koma, Stick out your tongue. Czerwony pył został nagrodzony prestiżową Thomas Cook Travel Book Avard. 

## Twórczość
- Wytwórca makaronu, 2007, Wydawnictwo Literackie. ISBN 978-83-08-03936-6
- Pekińska koma, 2008, Zysk i S-Ka. ISBN 978-83-7506-468-1
- Czerwony pył, 2008, Zysk i S-ka. ISBN 978-83-7506-224-3